# Sphecotypus
Sphecotypus es un género de arañas araneomorfas de la familia Corinnidae. Se encuentra en América y Asia.
Las especies de este género se asemejan a las hormigas.

## Lista de especies
Según The World Spider Catalog 12.0:
- Sphecotypus birmanicus (Thorell, 1897)
- Sphecotypus niger (Perty, 1833)
- Sphecotypus taprobanicus Simon, 1897